# Soraya Soubhi Smaili
Soraya Soubhi Smaili (15 de novembro de 1962) é uma farmacêutica, pesquisadora e professora universitária brasileira. Foi a primeira reitora da Unifesp, cargo que ocupou por dois mandatos e também como pro-tempore (8 anos e 3 meses). Ocupa a Cadeira 36 da Academia de Ciências Farmacêuticas do Brasil (ACFB). É pesquisadora na área de neurociência, doenças neurodegenerativas e mais recentemente se destacou nos estudos sobre covid-19 e na divulgação sobre as vacinas. Atualmente Coordena o Centro de Estudos SoU_Ciência da Unifesp, think tank que formula políticas públicas para a Educação Superior e a Ciência.

## Formação
Soraya Soubhi Smaili é filha de libaneses que migraram ao Brasil no início dos anos 1950. Soraya tem 3 irmãos, Rada Smaili, economista e advogado, Mohamad Smaili, advogado e Husen Smaili, comerciante. Soraya dedicou-se aos estudos e atuação acadêmica desde a sua formação na Universidade de São Paulo (USP), onde graduou-se como Farmacêutica-Bioquímica. Realizou estudos de mestrado e doutorado e livre-docência na Escola Paulista de Medicina, Unifesp, na área de Farmacologia. Iniciou a carreira docente na EPM em 1992, antes da criação da Universidade Federal de São Paulo (Unifesp) em 1994. Participou ativamente da criação e da expansão da Unifesp, bem como de formulação dos 4 estatutos da universidade aprovados neste período até o presente.

## Vida acadêmica
Após seu ingresso na carreira docente, Soraya Smaili, dedicou-se aos estudos de fármacos que alteram a cadeia de sinalização celular. Em 1997 iniciou o seu primeiro pós-doutorado na Thomas Jefferson University, da Filadelfia, EUA, onde desenvolveu estudos em fluorescência de alta resolução em tempo real. Em seguida, realizou nova etapa dos estudos de pós-doutorado no National Institutes of Health (NIH), Bethesda, EUA, por 2 anos, onde realizou estudos na área de morte celular e neurociência, que se tornaram sua linha pesquisa. Posteriormente tornou-se pesquisadora visitante no NIH e fellow da Fogarty Foudation. Em 2001, a partir destes estudos de pós-doutorado, implantou o Laboratório de Morte Celular, no Instituto de Farmacologia e Biologia Molecular (Infar) da Unifesp. Coordenou a implantação dos Laboratórios de Microscopia em Tempo Real Confocal e Confocal Two-photon, pioneiras em nosso país. Foi coordenadora do Programa de Pós-Graduação em Farmacologia da Escola Paulista de Medicina, fundado pelo Prof. Ribeiro do Valle e um primeiros programas de Pós-Graduação, com mais de 50 anos de existência. Orientou mais de 20 estudantes de Iniciação Científica, 20 mestrados, 15 doutorados e 9 pos-doutorados. Atualmente conta com mais de 100 artigos publicados nas áreas de morte celular, apontoes, autofagia na Doença de Parkinson e no Cancer. Desde 2004 integra o Comitê Diretor (Board of Directors) da Sociedade Internacional de Morte Celular (International Cell Death Society, ICDS, EUA).
Durante a sua vida acadêmica, Soraya Smaili atuou no Conselho Universitário por diversos mandatos e participou de todos os processos de reforma de Estatutos e Regimentos da Unifesp desde a criação da Unifesp em 1994. Foi Presidente da Associação Nacional de Pós-Graduandos (1989), Presidente da Associação dos Docentes da Unifesp (Adunifesp, 2001-2002) e Secretária Regional (2004-2008) da Sociedade Brasileira para o Progresso da Ciência (SBPC). Foi membro do Diretorio Nacional da Associação Nacional dos Dirigentes das Instituições Federais de Ensino Superior (ANDIFES) e do Grupo Coimbra de Universidades Brasileiras (GCUB). Foi membro do Conselho Nacional de Ciência e Tecnologia (CCT) do Ministério da Ciência e Tecnologia. Exerceu a Presidência do Conselho Curador da Fundação de Apoio da Unifesp entre 2013 e 2021.
Em 2012 foi eleita para o primeiro mandado como Reitora da Unifesp para o período 2013-2017 e foi reeleita em 2016 para o mandato 2017-2021.
Atualmente, integra o Comitê Diretor (Board of Directors) da Sociedade Internacional de Morte Celular (International Cell Death Society, ICDS); do Conselho Administrativo Superior da Câmara do Comércio Árabe Brasileira (CCAB) e é uma das coordenadoras do projeto Ciência na Saúde do Grupo Mulheres do Brasil.

## Gestão da Unifesp
Neste período da sua gestão consolidou a expansão de mais de 1000 % realizada entre 2006 e 2014, tornando a Unifesp uma das universidades mais bem avaliadas do sistema, estando no último ranking THE em 4º lugar e a 1ª universidade federal, entre outros, bem como entre a 7 primeiras da América Latina. Destaca-se também a inserção da Unifesp na Inovação Social, sendo a 1ª universidade brasileira no ODS número 5 (igualdade de gênero) e estando entre as 10 em todos os ODS. Neste período atuou fortemente para equilibrar os orçamentos e continuar conduzindo a universidade, realizou parcerias, e foi liderança na resistência entre os reitores devido ao com o corte de mais de 50% nos orçamentos nos últimos 4 anos do governo de governo Bolsonaro.
Durante a pandemia criou um o Comitê de Enfrentamento da Covid reunindo toda equipe e alta gestão da universidade e Hospital São Paulo, um dos maiores hospitais da cidade de SP e que recebeu forte impacto com os casos graves de Covid-19. Participou ativamente da gestão durante os estudos da vacina de Oxford-Astra Zeneca, dando suporte e buscando financiamento, tendo sido o CRIE Unifesp o coordenador dos estudos de fase 3 em todo país. Neste período realizou importante parceria com a Fiocruz. Além da vacina, a Unifesp se destacou com mais de 300 estudos sobre covid, o que levou a universidade a receber o Prêmio CAPES Elsevier em 2022, como a universidade que mais se destacou na pesquisa sobre Covid-19. Por conta de sua atuação nas pesquisas e também na divulgação científica e contra o negacionismo recebeu a indicação FORBES em 2021, como uma das mulheres que mais se destacaram no combate à pandemia.
O registro histórico de sua trajetória na gestão da Unifesp foi documentado no Livro "Por dentro da gestão plural e democrática da Unifesp".

## Atividades na ciência e cultura
Soraya Smaili foi fundadora e primeira presidente do Instituto da Cultura Árabe, onde também realizou e fez a direção cultural das Mostras Imagens e Paisagens Mundo Árabe e o Brasil de Aziz Ab`Saber, coordenou cursos e o Programa de Estudos sobre Imigração Árabe no Brasil (Al Mahjar), idealizado por Aziz Ab`Saber. Idealizou a Mostra Mundo Árabe de Cinema, tendo feito a direção cultural e curadoria por 5 anos. Em conjunto com professores da Unifesp da área de Filosofia e Ciências Sociais, criou a Cátedra Edward Said da Unifesp de estudos da contemporaneidade, ao qual é presidente de honra.
Na ciência tem se dedicado a estudar o financiamento da ciência, os indicadores e os impactos no desenvolvimento científico, cultural e econômico de nosso país. Além de atuar pelo direito e maior atuação das mulheres cientistas e das meninas na ciência.
Em 2022 tomou posse da Cadeira 34 da Academia de Líbano Brasileira de Letras, Artes e Ciência.

## Atuação na disseminação da ciência e contra o negacionismo científico
- Um legado de perdas e danos. Le Monde Diplomatique, São Paulo, 01 set. 2022[9]
- Ricos, brancos e bolsonaristas são grupos que menos tomaram vacina contra Covid. Folha de S.Paulo, São Paulo, 25 ago. 2022[10]
- A Ciência é um Farol. Folha de S.Paulo, São Paulo, 06 jul. 2022.[11]
- Confiança de brasileiros em cientistas cresceu na pandemia, indica estudo. Folha de S.Paulo, São Paulo, 15 mar. 2022[12]
- Valorizar a Ciência e os Pesquisadores, O Estado de São Paulo, 15 março 2022[13]
- Orçamentos para investir em educação e ciência voltam a níveis dos anos 2000. O Estado de São Paulo, São Paulo, 13 fev. 2022[14]
- Vacina sem patentes e sem fins lucrativos: um orgulho para a ciência e uma esperança para a humanidade. O Estado de São Paulo, São Paulo, 07 jan. 2022[15]
- Passando a Boiada na Educação Superior. Folha de S.Paulo, São Paulo, p. 3, 17 dez. 2021[16]
- A Constituição e a escolha de reitores. O Estado de São Paulo, São Paulo, p. A8, 20 out. 2021[17]
- Hospital Universitário da Unifesp, uma conquista para o SUS. Folha de S.Paulo, 12 ago. 2021.
- Ciência brasileira perde US$ 3,40 por vacina a cada ano. Estado de Minas, Belo Horizonte, 20 jul. 2021[18]
- Dia Nacional da Ciência, o que comemorar: O Estado de São Paulo, São Paulo, 08 jul. 2021[19]
- Direito na Unifesp: a serviço da democracia e do interesse público. Folha de S.Paulo, São Paulo, 17 maio 2021[20]
- A Urgente Flexibilização das Patentes. Folha de S.Paulo, São Paulo, 21 abr. 2021[21]
- Advocacy pela vida e o combate a Covid-19. O Estado de São Paulo, São Paulo, 13 abr. 2021[22]
- A Ciência e a Saúde Precisam do FNDCT. O Estado de São Paulo, São Paulo, 02 mar. 2021[23]
- Universidades Públicas de São Paulo juntas no combate à Covid-19. O Estado de São Paulo, São Paulo, 08 maio 2020[24]

## Prêmios
- 2022 Membro Titular da Academia Líbano Brasileira de Letras, Artes e Ciência.
- 2021 Destaque FORBES como uma das mulheres que se destacaram no combate à pandemia.
- 2021 Ordem do Mérito Farmacêutico, Conselho Regional de Farmácia de São Paulo.
- 2020 Membro Titular da Academia de Ciências Farmacêuticas do Brasil.
- 2020 Prêmio ERIC ROGER WROCLAWSKI - 1o lugar Ciências Básicas, Instituto Israelita de Ensino e Pesquisa Albert Einstein
- 2019 Homenagem pelos relevantes serviços prestados, Conscre - Assembleia Legislativa do Estado de São Paulo.
- 2016 Menção Honrosa do 1º Prêmio de Direito à Memória e à Verdade Alceri Maria Gomes da Silva, Secretaria Municipal de Direitos Humanos da Prefeitura de São Paulo.
- 2015 Homenagem por serviços prestados na divulgação da Cultura, SESC-SP, Prefeitura de SP e Instituto da Cultura Árabe.
- 2014 Medalha do Jubilei de Ouro à Personalidades das Ciências Farmacêuticas, Academia Nacional de Farmácia.
- 2011 Homenagem por Serviços em Prestados à Comunidade na Divulgação da Ciência e Cultural Árabe, Assembleia Legislativa do Estado de São Paulo.
- 2011 Homenagem da Assembleia Legislativa do Estado do Espírito Santo, Assembleia Legislativa do Estado do Espírito Santo.
- 2011 Premio Pereira Barreto (finalista Fernanda Antunes), DCC - EPM.
- 2010 Melhor Trabalho de Mestrado para Gustavo J.S. Pereira, Congresso da Sociedade Brasileira de Biologia Celular.
- 2010 Patronesse da Turma de Ciências Biológicas Modalidade Médica 2010, Universidade Federal de São Paulo, Escola Paulista de Medicina.
- 2010 Premio Pereira Barreto (finalista Karen T. Oseki), Escola Paulista de Medicina.
- 2008 Menção Honrosa Posteres FESBE 2008, FESBE.
- 2007 Menção Honrosa ao Poster de Rodrigo Portes Ureshino, Sociedade Brasileira de Farmacologia e Terapêutica Experimental (SBFTE).
- 2006 Honor of the International Cell Death Society, Sociedade Internacional de Morte Celular (International Cell Death Society).
- 2005 Premio Pereira Barreto (finalista Ana Paula Morales), DCC - EPM.
- 2004 Prêmio José Ribeiro do Valle (finalista Tatiana R. Rosenstock), Sociedade Brasileira de Farmacologia e Terapêutica Experimental.
- 2004 Premio da EMBO (finalista Tatiana R. Rosenstock), European Molecular Biology Organization.
- 2002 Menção Honrosa Posters do XXXIV Congresso de Farmacologia, Sociedade Brasileira de Farmacologia e Terapêutica Experimental.
- 2002 Menção Honrosa Posters do XXXIV Congresso de Farmacologia e Terapêutica Experimental, Sociedade Brasileira de Farmacologia e Terapêutica.
- 2002 Premio Pereira Barreto (finalista Ana Paula Morales), Escola Paulista de Medicina.
- 2002 Premio Pereira Barreto (finalista Roberta M. Correa), Escola Paulista de Medicina.
- 2001 Premio Pereira Barreto (finalista Ana Carolina P. Carvalho), Escola Paulista de Medicina.